# Rubik's Clock

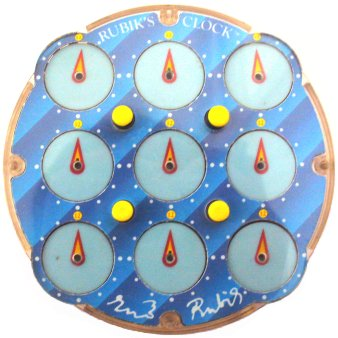
Una faccia del Rubik's Clock

Il Rubik's Clock è un puzzle meccanico inventato e brevettato da Christopher C. Wiggs e Christopher J. Taylor. L'architetto ungherese Ernő Rubik ha acquistato da loro il brevetto per commercializzare il prodotto con il suo nome.
Il Rubik's Clock è un puzzle a due facce, ognuna delle quali presenta 9 orologi. Ci sono quattro ruote, una in ogni angolo del puzzle. Tali ruote consentono di ruotare direttamente il corrispondente orologio dell'angolo.
Ci sono anche quattro pulsanti che si estendono su entrambi i lati del puzzle; ogni pulsante è disposto in modo tale che se è "dentro" su un lato è "fuori" sull'altro. Lo stato di ciascun pulsante determina se l'orologio dell'angolo adiacente è collegato meccanicamente agli altri tre orologi adiacenti sul lato anteriore o sul lato posteriore.
Lo scopo del puzzle è di impostare simultaneamente tutti e nove gli orologi alle ore 12 (verso l'alto) su entrambi i lati del puzzle.
Il Rubik's Clock è uno dei 17 eventi WCA.

## Soluzione
Risolvere il Rubik's Clock è simile in molti modi alla risoluzione di un 3x3. Si inizia con l'orientamento degli spigoli e dei centri su entrambi i lati. Dopodiché, si risolve un angolo alla volta. Ciò si può fare ruotando tutti gli orologi che lo circondano fino a quando non corrispondono e poi riportandoli tutti alle ore 12. Ripetendo questo passaggio per tutti gli angoli, il Rubik's Clock sarà risolto.

## Configurazioni
Poiché ci sono 14 orologi indipendenti, con 12 impostazioni ciascuno, ci sono un totale di {\displaystyle 12^{14}} (1.283.918.464.548.864) possibili configurazioni per i quadranti dell'orologio. Questo non conta per il numero di posizioni dei pulsanti.

## Record
Il record mondiale per una singola risoluzione è di 2.61 secondi, stabilito da Tommy Cherry il 17 giugno 2023 ai CubingUSA Mid-Atlantic Championship 2023, in Albany, Stati Uniti.
Il record mondiale per la media di 5 risoluzioni (media olimpica) è di 3.50 secondi, stabilita da Tommy Cherry il 28 luglio 2023 ai CubingUSA Nationals 2023 in Pennsylvania, Stati Uniti.